# Venus und Adonis

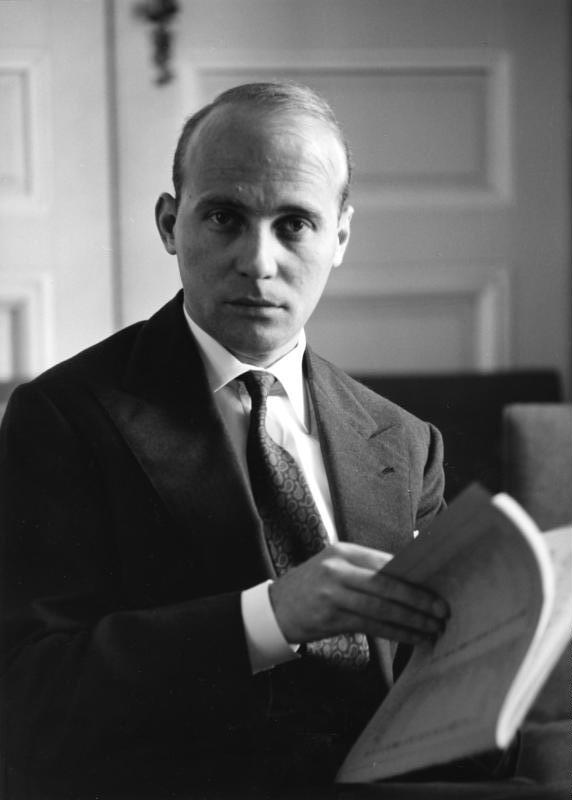
Hans Werner Henze

Venus und Adonis är en opera i en akt för sångare och dansare av Hans Werner Henze med libretto av Hans-Ulrich Treichel efter Shakespeares dikt Venus och Adonis (1593). Operan uruppfördes 11 januari 1997 på Bayerische Staatsoper i München.

## Om operan
I operan knyter Henze med hjälp av parallellhandlingar samman antiken och nutiden. Liksom Venus och Adonis finner varandra, finns det också en förbindelse mellan primadonnan och en ung tenor. För att åskådliggöra den tidsmässiga distansen låter han sångarna sjunga recitativ och dansvisor i nutida kostymering, medan de som framställer antiken dansar bolero. Dessutom kommenterar herdar skeendet i form av madrigaler à la Carlo Gesualdo, Marenzio eller Monteverdi. Analogt med handlingens tre olika plan, dans, sång och kommentar, används tre orkestrar som är uppkallade efter de mytologiska personerna.

## Personer
- Primadonnan (sopran)
- Clemente, en ung operasångerska (tenor)
- Hjältebarytonen (baryton)
- Sex madrigalsångare

## Handling
En primadonna uppvaktas av en operatenor och en hjältetenor, som blir rivaler om hennes gunst. Deras känslor kommer till uttryck i form av mytologiska gestalter och tilldragelser, som iakttas och kommenteras av herdar från antiken. Som kristalliseringspunkt tjänar en gammal myt, den kända och i bildkonsten ofta framställda tragiska berättelsen om Venus och Adonis. På det mytologiska planet har operatenoren sin motsvarighet i Adonis. Adonis överraskas i sömnen av Venus och besvarar hennes ömhetsbetygelse, på samma sätt som tenoren besvarar primadonnans. Blixtar och åskdunder förebådar olycka. Adonis dödas av en galt och barytonsångaren mördar tenoren. 